# Protoceratidae
I protoceratidi (Protoceratidae) sono una famiglia di mammiferi artiodattili forse appartenenti ai tilopodi. Vissero tra l'Eocene medio e il Pliocene inferiore (circa 45 – 4 milioni di anni fa) e i loro resti fossili sono stati ritrovati in Nordamerica. 

## Descrizione
Questi animali erano vagamente simili ad antilopi, ma solitamente possedevano grandi corna ossee nasali. Molti protoceratidi possedevano corna sopra le orbite, sul rostro, e a volte anche sulle ossa parietali e sull'occipite. Ad esempio, Protoceras era dotato di larghe corna simili a flange sopra le mascelle e di corte corna sopra le orbite e i parietali, mentre Paratoceras possedeva corna ricurve sopra le orbite e una sorta di corno biforcuto simile a un'elica sull'occipite. Altre forme come Syndyoceras e Synthetoceras, invece, erano caratterizzate da un corno nasale a forma di Y o di V a forma di fionda, e da due corna lunghe sopra le orbite.  
La maggior parte dei protoceratidi possedeva ossa nasali molto arretrate, e ciò suggerisce che questi animali avevano labbra muscolose e prensili o forse una corta proboscide. Molari e premolari dei protoceratidi erano a corona piuttosto bassa e bunoselenodonti, mentre i molari superiori erano molto più ampi che lunghi, con un cingulum linguale sviluppato, parastili e mesostili. I maschi erano dotati di canini superiori molto lunghi, e i primi premolari erano a forma di canino e separati dagli altri denti da diastemi. La mandibola era caratterizzata da un processo coronoide corto, e la sinfisi mandibolare era ricurva verso il basso. Rispetto alla maggior parte degli artiodattili selenodonti, sembra che le zampe dei protoceratidi fossero relativamente corte e poco specializzate, con radio e ulna chiaramente separati, così come cuboide e navicolare. I metapodi, inoltre, non erano fusi in un osso cannone. Queste caratteristiche suggeriscono che i protoceratidi non fossero animali corridori come invece molti cammelli e ruminanti, ma che vivessero in terreni paludosi o di densi cespugli, dove la velocità non era un fattore critico di successo evolutivo.

## Classificazione
I protoceratidi sono a volte considerati una famiglia di artiodattili tilopodi, non lontani dall'origine dei camelidi. Si svilupparono nel corso dell'Eocene medio, ma le prime forme non erano caratterizzate dalle insolite appendici craniche e sono note solo tramite fossili incompleti; è difficile distinguere queste forme arcaiche da altri artiodattili dell'epoca, come gli Hypertragulidae e i Leptomerycidae, e alcune forme furono attribuite ai camelidi. Solo le caratteristiche dentarie hanno permesso ai paleontologi di classificare queste forme tra i protoceratidi. Tra le forme più arcaiche si ricordano Leptoreodon e Leptotragulus; altre forme leggermente più derivate erano Poabromylus, Heteromeryx e Toromeryx. Nel corso dell'Oligocene visse il genere eponimo Protoceras, che sviluppò una serie di brevi appendici craniche e che fu all'origine del bizzarro Paratoceras del Miocene. Nel corso di questo periodo si evolvettero i Synthetoceratinae, comprendenti forme specializzate quali Syndyoceras, Synthetoceras e Lambdoceras. L'ultimo protoceratide noto è Kyptoceras del Pliocene inferiore.

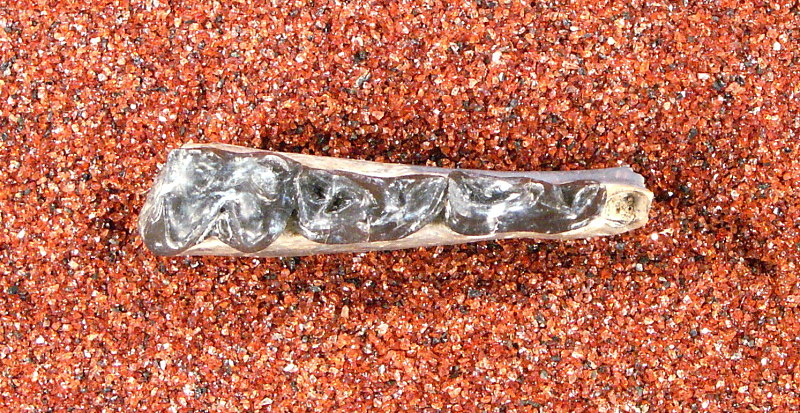
Mandibola di Leptotragulus profectus

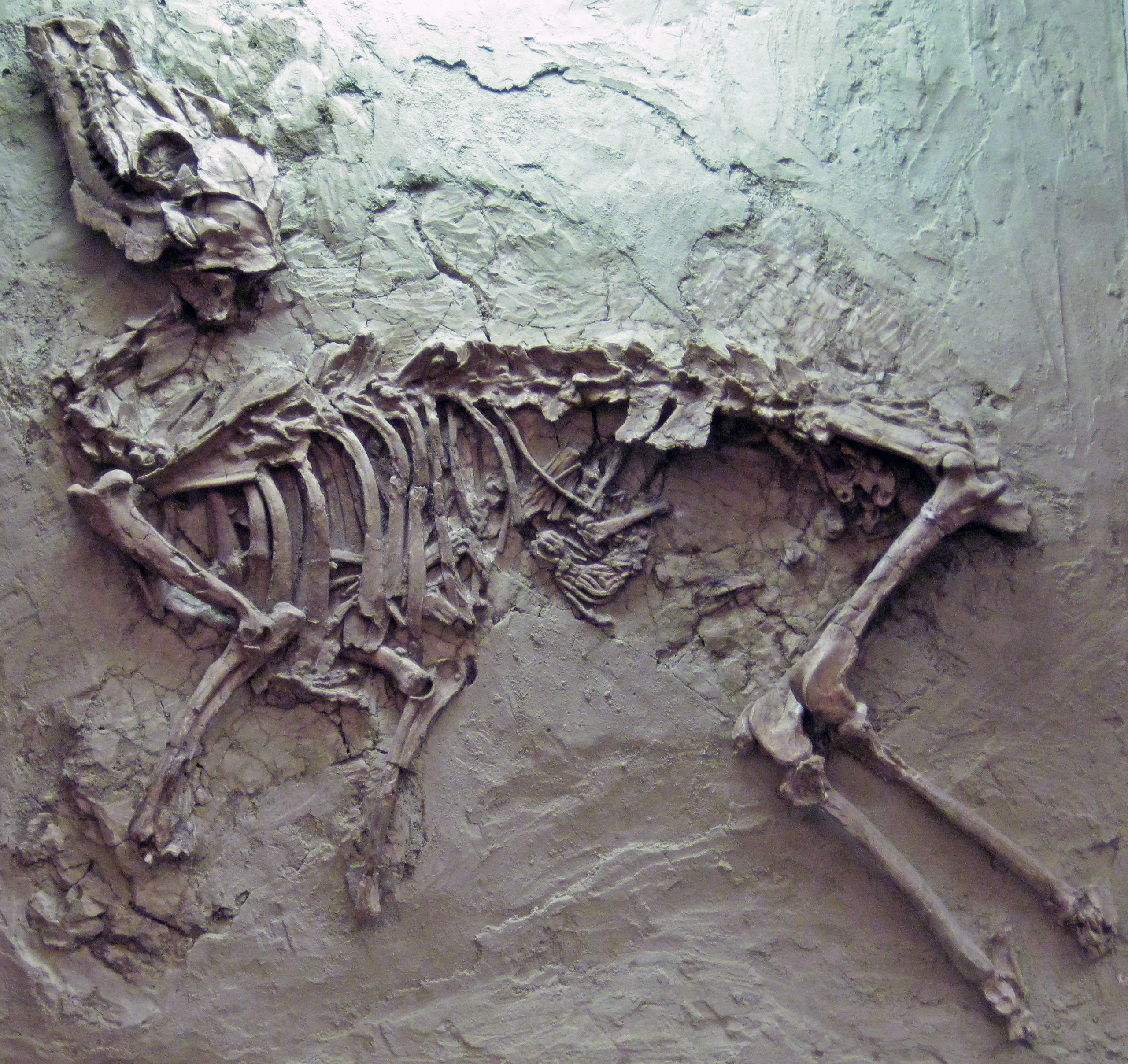
Fossile di Pseudoprotoceras longinaris

Protoceratidae
- Leptotragulinae 
  - Heteromeryx
  - Leptoreodon
  - Leptotragulus
  - Poabromylus
  - Toromeryx
  - Trigenicus
- Protoceratinae
  - Paratoceras
  - Protoceras
  - Pseudoprotoceras
- Synthetoceratinae
  - Kyptoceras
  - Lambdoceras
  - Prosynthetoceras
  - Synthetoceras
  - Syndyoceras

## Paleobiologia
I primi protoceratidi (come Leptoreodon) dovevano essere animali erbivori poco specializzati che vivevano nelle foreste; forme leggermente più derivate, come Heteromeryx e Pseudoprotoceras, mostrano un arretramento delle ossa nasali che indicherebbe lo sviluppo di un labbro prensile o una breve proboscide, utile per procurarsi il cibo costituito da fogliame. Il clima via via più asciutto portò allo sviluppo di forme come Protoceras, che viveva in foreste e boschi di piccole dimensioni, lungo i fiumi. Questo habitat doveva essere anche quello dei successivi protoceratidi derivati (Synthetoceratinae) del Miocene, come indicato dalla loro morfologia e da analisi degli isotopi. L'unico genere adattatosi forse a un differente modo di vita è Lambdoceras, dotato di un muso molto più stretto dei suoi simili.